# رطوبت نسبی

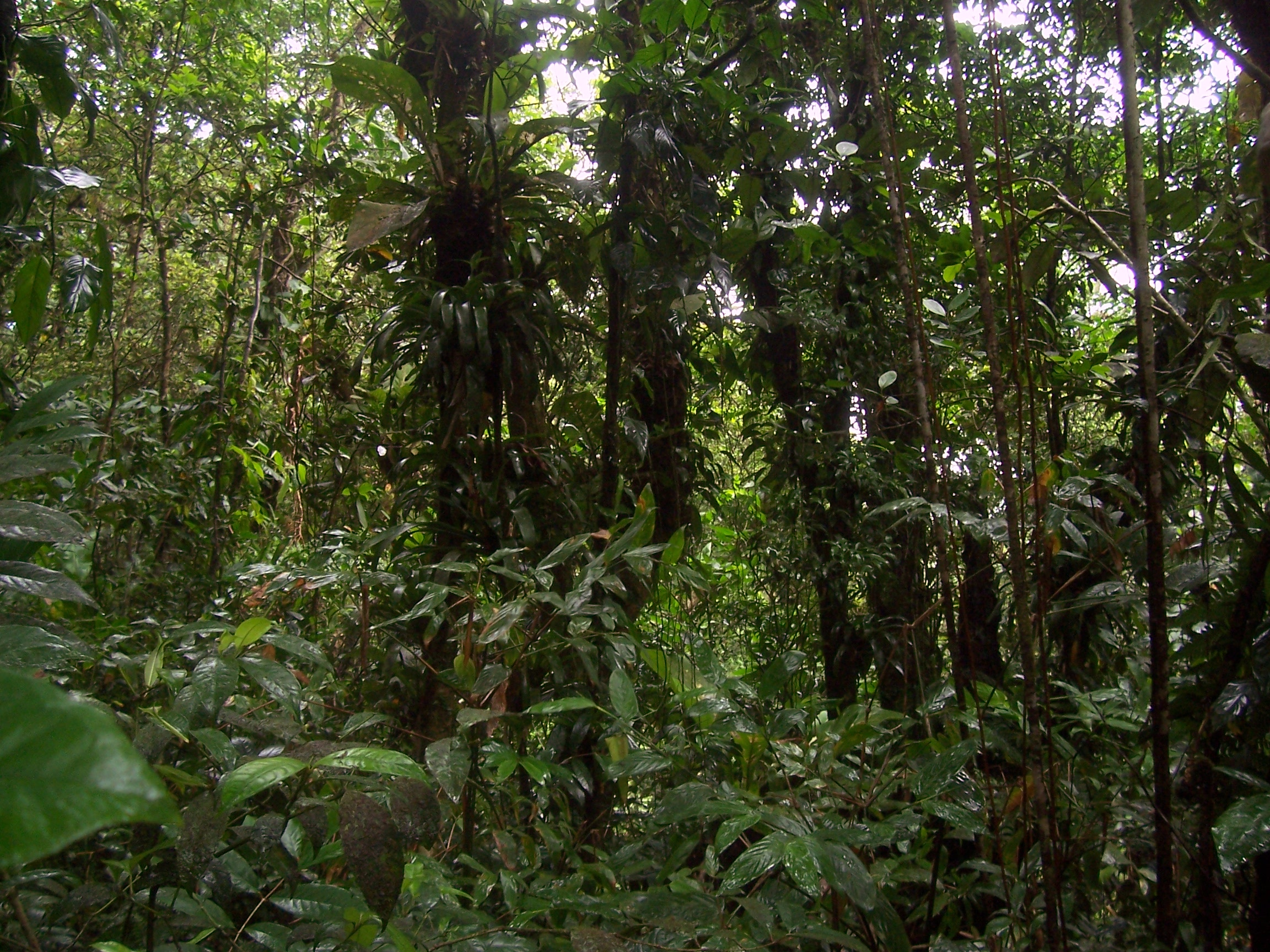
پارکی جنگلی که رطوبت را جمع‌آوری می‌کند

رطوبت نسبی (به انگلیسی: Relative Humidity) که با RH یا Φ نشان داده می‌شود، به صورت نسبت فشار جزئی بخار آب، به فشار بخار آب در یک دمای خاص تعریف می‌شود. رطوبت نسبی بستگی به دما و فشار سیستم مورد اندازه‌گیری دارد. در یک دمای سردتر میزان بخار آب یکسان باعث داشتن رطوبت نسبی بیشتر می‌شود. یکی از موارد مرتبط با این قضیه، نقطه شبنم می‌باشد. رطوبت نسبی ۱۰۰٪ به معنای این است که هوا اشباع شده است و در نقطه شبنم خود قرار دارد.

## تعریف
با دانستن دمای حباب تر و دمای حباب خشک و فشار هوا می‌توان رطوبت نسبی را با استفاده از رابطه زیر به‌دست‌آورد:
RH = ۱۰۰ / PSW [PSW – (TA – TW)(PA – PS) / ۱۵۴۷٫۶-۱٫۴۷۸TW]
TA: دمای هوا (درجه سلسیوس)
TW: دمای تر (درجه سلسیوس)
PA: فشار جو بر حسب (kPa)
PS: فشار بخار آب در دمای خشک بر حسب (kPa)
PSW: فشار بخار آب در دمای تر (kPa)

## اهمیت

### رطوبت نسبی و آسایش گرمایی
رطوبت نسبی در کنار عوامل دیگری از قبیل دمای هوا، دمای تشعشع متوسط، سرعت هوا، نرخ سوخت و ساز بدن و میزان پوشش و لباس، نقش بسیار مهمی در آسایش گرمایی انسان دارد. رطوبت نسبی آسایش انسان معمولاً بین ۳۰ تا ۶۰ درصد در نظر گرفته می‌شود.
در حالت کلی، برای رسیدن به آسایش گرمایی، در دماهای بالاتر نیاز به داشتن رطوبت نسبی کمتری داریم. با اینکه رطوبت نسبی در داشتن آسایش گرمایی نقش دارد، اما معمولاً انسانها به تغییرات دما حساسیت بیشتری دارند. زمانیکه دمای هوا پایین است رطوبت نسبی نقش بسیار کمی در آسایش گرمایی دارد ولی تأثیر این عامل با افزایش دما، بیشتر می‌شود و در دماهای بالا رطوبت نسبی در آسایش گرمایی بسیار با اهمیت است.

### سطح پایین رطوبت نسبی و افزایش ناراحتی
در آب و هوای سرد، دمای پایین هوا باعث می‌شود تا ظرفیت آن برای پذیرش رطوبت کاهش بیابد و با اینکه ممکن است بیرون برف ببارد و رطوبت نسبی هوا بیرون از خانه خیلی بالا باشد، زمانیکه این هوا وارد خانه شده و گرم می‌شود، رطوبت نسبی جدید آن در این دما بسیار کم است و باعث خشک بودن هوا می‌شود. این خشکی هوا می‌تواند باعث ناراحتی برای انسان شده و خشکی پوست یکی از تأثیرات آن است. خشکی هوا یکی از عوامل خونریزی بینی است. استفاده از رطوبت‌سازها به خصوص در اتاق‌های خواب می‌تواند به رفع این مشکلات کمک کند.